# 小行星6612
小行星6612（英語：6612 Hachioji）是一颗围绕太阳公转的小行星。1994年3月10日，串田嘉男、村松修在八之岳发现了此天体。
这颗小行星的绝对星等为160.2885527884941等。